# Charles-Massonnet-Preis
Der Charles-Massonnet-Preis ist ein Preis für Stahlbau der European Convention for Constructional Steelwork (ECCS), der seit 1998 vergeben wird und nach Charles Massonnet benannt ist.

## Preisträger
- 1998 René Maquoi
- 1999 Jan W. B. Stark
- 2000 Jacques Brozzetti
- 2001 Federico Mazzolani
- 2002 Patrick J. Dowling
- 2003 Gerhard Sedlacek
- 2005 Giulio Ballio
- 2006 Manfred A. Hirt
- 2007  Jean-Baptiste Schleich
- 2009 David Nethercot
- 2010 Carlo Urbano
- 2011 Bernt Johansson
- 2012 Reidar Bjorhovde
- 2013 Joachim Lindner
- 2014 Jean-Pierre Muzeau
- 2015 Franz Bijlaard
- 2016 Jouko Kouhi
- 2017 Michael Rotter
- 2018 Frantisek Wald